# Alexander Wood (piłkarz)
Alexander Lochian Wood (ur. 12 czerwca 1907 w Lochgelly, zm. 20 lipca 1987 w Gary) – amerykański piłkarz, reprezentant kraju, grający na pozycji obrońcy.

## Kariera piłkarska
Wood rozpoczął karierę klubową w Chicago w zespole Bricklayers and Masons. Następnie do 1930 grał w klubie Holley Carburetor. W 1930 Wood przeszedł na zawodowstwo w drużynie Brooklyn Wanderers z American Soccer League. Wanderers zakończyli działalność w 1931, a w karierze Wooda nastąpiła dwuletnia przerwa. 
Od 1933 Wood znajdował się w Anglii, gdzie dołączył do Leicester City. Dla popularnych Lisów rozegrał 52 spotkania. W 1936 przeniósł się do na Nottingham Forest, zanim dołączył do Colchester United w 1937. Wraz z Colchester sięgnął po mistrzostwo Southern Football League. Karierę piłkarską zakończył w 1939 w Chelmsford City.
| Sezon   | Klub               | Kraj              | Rozgrywki                | Mecze | Bramki |
| ------- | ------------------ | ----------------- | ------------------------ | ----- | ------ |
| 1930/31 | Brooklyn Wanderers | Stany Zjednoczone | American Soccer League   | 31    | 2      |
| 1933/34 | Leicester City     | Anglia            | First Division           |       |        |
| 1934/35 | Leicester City     | Anglia            | First Division           |       |        |
| 1935/36 | Leicester City     | Anglia            | Second Division          |       |        |
| 1936/37 | Nottingham Forest  | Anglia            | Second Division          | 21    | 0      |
| 1937/38 | Colchester United  | Anglia            | Southern Football League | 34    | 0      |
| 1938/39 | Chelmsford City    | Anglia            |                          |       |        |

## Kariera reprezentacyjna
Wood został powołany na Mistrzostwa Świata 1930. Podczas turnieju wystąpił w trzech spotkaniach z Belgią, Paragwajem oraz w półfinale z reprezentacją Argentyny, przegranym 1:6. Mistrzostwa Amerykanie zakończyli na 3. miejscu. 
Ostatni mecz w drużynie narodowej rozegrał 17 sierpnia 1930. Przeciwnikiem była Brazylia, a spotkanie zakończyło się porażką USA 3:4. 
Wood został wprowadzony do National Soccer Hall of Fame w 1986. 
| Mecze i gole w reprezentacji | Mecze i gole w reprezentacji | Mecze i gole w reprezentacji | Mecze i gole w reprezentacji | Mecze i gole w reprezentacji | Mecze i gole w reprezentacji | Mecze i gole w reprezentacji |
| #                            | Data                         | Miasto                       | Przeciwnik                   | Gol                          | Wynik                        | Rozgrywki                    |
| ---------------------------- | ---------------------------- | ---------------------------- | ---------------------------- | ---------------------------- | ---------------------------- | ---------------------------- |
| 1.                           | 13.07.1930                   | Montevideo                   | Belgia                       |                              | 3:0                          | MŚ 1930                      |
| 2.                           | 17.07.1930                   | Montevideo                   | Paragwaj                     |                              | 3:0                          | MŚ 1930                      |
| 3.                           | 26.07.1930                   | Montevideo                   | Argentyna                    |                              | 1:6                          | MŚ 1930                      |
| 4.                           | 17.08.1930                   | Rio de Janeiro               | Brazylia                     |                              | 3:4                          | towarzyski                   |

## Sukcesy
Stany Zjednoczone
- Mistrzostwa Świata 1930: 3. miejsce

Colchester United
- Mistrzostwo Southern Football League (1): 1937/38